# Ömer Sakızcı
Ömer Sakızcı – turecki zapaśnik walczący w stylu wolnym. Zajął piąte miejsce na mistrzostwach Europy w 1980. Srebrny medalista igrzysk śródziemnomorskich w 1979 roku.